# Castel Maggiore
Castel Maggiore är en ort och kommun i storstadsregionen Bologna, innan 2015 i provinsen Bologna, i regionen Emilia-Romagna i Italien. Kommunen hade 18 424 invånare (2018).